# Пролећна изложба УЛУС-а (1986)
Пролећна изложба УЛУС-а (1986) је одржана у галеријском простору Удружења ликовних уметника Србије, односно у Уметничком павиљону "Цвијета Зузорић", у периоду од 8. до 25. априла 1986. године. Ова 76. изложба је одржана и у Крагујевцу, у Народном музеју, у периоду од 18. марта до 5. априла.

## О изложби
Избор радова за изложбу је обавио Уметнички савет, кога су чинили:
1. Мића Поповић
2. Милан Блануша
3. Оливера Грбић
4. Драган Добрић
5. Бора Иљовски
6. Олга Јанчић
7. Никола Јанковић
8. Јован Ракиџић

На овој изложби су додељене следеће награде:
- Златна палета - Бранимир Минић
- Златна игла - Милица Вучковић
- Златно длето - Златко Гламочак

## Излагачи

### Сликарство
1. Анте Абрамовић
2. Мирослав Анђелковић
3. Даница Антић
4. Алекса Арсовић
5. Веселин Бањевић
6. Боса Беложански
7. Ранко Бељинац
8. Михајло Бечеј
9. Мирослав Т. Благојевић
10. Љиљана Блажеска
11. Миливоје Богатиновић
12. Чедомир Васић
13. Јармила Вешовић
14. Душан Гавела
15. Горан Гвардиол
16. Вјера Дамјановић
17. Драган Добрић
18. Марио Ђиковић
19. Милан Ђокић
20. Ђорђе Ђорђевић
21. Мирослав Ђорђевић
22. Светозар Ђорђевић
23. Александар Ђурић
24. Слободан Ђуричковић
25. Жељко Ђуровић
26. Јордан Ерчевић
27. Драгослав Живковић
28. Светислав Живковић
29. Владимир Јанковић
30. Душан Јевтовић
31. Драгољуб Јелесијевић
32. Мирољуб Јелесијевић
33. Драгана Јовчић
34. Душан Јуначков
35. Слободан Каштаварац
36. Весна Кнежевић
37. Драгослав Кнежевић
38. Снежана Којић
39. Милутин Копања
40. Радмила Лазаревић
41. Иванка Лукић
42. Иван Луковић
43. Каћа Љубинковић
44. Љубодраг Маринковић Пенкин
45. Снежана Маринковић
46. Бранислав С. Марковић
47. Мома Марковић
48. Надежда Марковић
49. Срђан Марковић
50. Томислав Марковић
51. Милан Мартиновић
52. Драгана Милисављевић
53. Душан Миловановић
54. Драган Милошевић
55. Бранимир Минић
56. Момчило Митић
57. Мирјана Митровић
58. Зоран Михајловић
59. Ева Мрђеновић
60. Гордан Николић
61. Зоран Нинковић
62. Ружица Павловић
63. Славиша Панић
64. Бранимир Пауновић
65. Јосипа Пашћан
66. Иван Павић
67. Милица Петровић
68. Данка Петровска
69. Божидар Плазинић
70. Дејан Попов
71. Тамара Поповић Новаковић
72. Мице Попчев
73. Мирко Почуча
74. Божидар Продановић
75. Ђуро Радоњић
76. Сања Рељић
77. Слободан Роксандић
78. Едвина Романовић
79. Здравко Сантрач
80. Рада Селаковић
81. Љубица Станимировић
82. Десанка Станић
83. Мирослав Станојловић
84. Јовица Стевановић
85. Тодор Стевановић
86. Слободан Стевић
87. Жарко Стефанчић
88. Мирослав Пирке Стојановић
89. Столе Стојковић
90. Марија Стошић
91. Војислав М. Танасијевић
92. Милан Б. Тепавац
93. Станка Тодоровић
94. Вјекослав Ћетковић
95. Јелица Ћулафић
96. Душан Ћурковић
97. Бранко Цветковић
98. Драгана Беба Цигарчић
99. Драгутин Цигарчић
100. Сања Цигарчић
101. Титко Чаће
102. Босиљка Шипка
103. Марина Шрајбер

### Цртеж
1. Зоран Белић
2. Срђан Вукајловић
3. Матија Вучићевић
4. Душан Ђокић
5. Љубиша Ђурић
6. Богољуб Ерчевић
7. Љубица Злоковић Вујисић
8. Милица Јелић Глигоровић
9. Божидар Кићевић
10. Клара Криштовац
11. Раде Кундачина
12. Јања Марић
13. Предраг Микалачки
14. Савета Михић
15. Ненад Николић
16. Миливој Павловић
17. Драгана Петровић
18. Оливера Савић
19. Радош Стевановић
20. Радмила Степановић
21. Мића Стоиљковић
22. Бранимир Ћурчин
23. Зоран Шурлан

### Графика
1. Оливер Алексић
2. Милица Вучковић
3. Мирослав Гајић
4. Александар Горбунов
5. Бранко Димић
6. Игор Драгичевић
7. Јаков Ђуричић
8. Љиљана Ерчевић
9. Душица Жарковић
10. Милица Жарковић
11. Весна Зламалик
12. Миладин Ивковић
13. Емило Костић
14. Велизар Крстић
15. Ранка Лучић Јанковић
16. Миливој Љубинковић
17. Слободан Манојловић
18. Душан Ђ. Матић
19. Душан Микоњић
20. Славко Миленковић
21. Младен Мирић
22. Слободан Михаиловић
23. Рајна Николић
24. Бранко Павић
25. Слободан Пеладић
26. Небојша Радојев
27. Љиљана Стојановић
28. Слободанка Ступар
29. Зорица Тасић
30. Зоран Тодовић
31. Нусрет Хрвановић
32. Златана Чок

### Скулптура
1. Славе Ајтоски
2. Никола Антов
3. Божидар Бабић
4. Афродита Благојевић
5. Радомир Бранисављевић
6. Радмила Будисављевић
7. Матија Вуковић
8. Никола Вукосављевић
9. Златко Гламочак
10. Нада Денић
11. Стеван Дукић
12. Љиљана Јосиповић
13. Драгослав Крњајски
14. Љубиша Манчић
15. Душан Б. Марковић
16. Милан Р. Марковић
17. Владан Мартиновић
18. Франо Менегело Динчић
19. Олга Милић
20. Звонко Новаковић
21. Драгиша Обрадовић
22. Владислав Петровић
23. Мице Попчев
24. Мирољуб Стаменковић
25. Славољуб Баба Станковић
26. Томислав Тодоровић
27. Иван Фелкер
28. Невена Хаџи Јовановић